# Rimae Hippalus
Le Rimae Hippalus sono una struttura geologica della superficie della Luna.